# Мосолов, Фёдор Алексеевич
Мосолов Фёдор Алексеевич (1754—1798) — офицер Российского императорского флота, участник русско-турецкой войны 1768—1774 годов и Первой Архипелагской экспедиции, Хиосского и Чесменского сражениях. Георгиевский кавалер, капитан 1 ранга.

## Биография
Родился около 1746 года в семье секунд-майора Алексея Михайловича Мосолова. Внук стольника Михаила Прокофьевича Мосолова. Происходил из дворян Мосоловых Рязанской губернии.
10 сентября 1758 года поступил кадетом в Морской шляхетный кадетский корпус. 10 марта 1761 года произведён в гардемарины. С 1761 года ежегодно был в кампании, плавал в Балтийском море. 25 марта 1764 года, после окончания учёбы, произведён в мичманы. Зачислен в штат Морского корпуса. В 1765 году был командирован в Мальту, для службы на галерном флоте. В 1766—1769 годах плавал в Средиземном море на мальтийских галерах. В 1769 году вернулся из Мальты в Санкт-Петербург. Участник русско-турецкой войны 1768—1774 годов и Первой Архипелагской экспедиции.
В том же году на 66-пушечном линейном корабле «Саратов», в составе эскадры контр-адмирала Джона Эльфинстона, перешёл из Кронштадта в Портсмут. 28 июля 1769 года произведён в лейтенанты. В 1770 году на том же корабле перешёл из Портсмута в Архипелаг, участвовал в сражениях с турецким флотом у крепости Наполи-ди-Романья в Навплийском заливе, 24 июня — в Хиосском сражении, а 25-26 июня — в Чесменском сражении. В 1771—1775 годах был в крейсерстве с флотом в Архипелаге. 25 марта 1774 года произведён в капитан-лейтенанты. В 1775 году на 66-пушечном линейном корабле «Не тронь меня» вернулся из Ливорно в Кронштадт.
В 1776 году назначен командиром 32-пушечного фрегата «Наталия», на котором в составе отряда капитана 1-го ранга Т. Г. Козлянинова, перешёл под коммерческим флагом из Кронштадта в Средиземное море, а оттуда в Константинополь. В 1777 году командуя тем же фрегатом, совершил переход из Константинополя к острову Тенедосу, а затем в Ливорно. В следующем году плавал от Ливорно до Гибралтара и обратно. 26 ноября 1778 года «за совершение 18 кампаний в офицерских чинах» награждён орденом Святого Георгия 4 класса (№ 306). В 1779 году командуя тем же фрегатом вернулся в Кронштадт.
28 апреля 1780 года произведён в капитаны 2 ранга. 1 января 1782 года уволен от службы в чине капитана 1 ранга.
Младший брат Ф. А. Мосолова — Николай Алексеевич Мосолов (родился около 1747 года) — вице-адмирал Балтийского гребного флота.